# Melchior z Redernu
Melchior (Melichar) z Redernu (6. ledna 1555, Vratislav – 20. září 1600, Havlíčkův Brod) byl rakouský šlechtic ze starého šlechtického rodu Redernů. Byl vojevůdcem císařské armády v tureckých válkách. Dosáhl hodnosti polního maršála a působil jako císařský rada a prezident tehdejší dvorní vojenské rady. Jeho vliv je patrný také v severních Čechách, kde nechal založit Nové Město pod Smrkem, Bílý Potok, stál za dostavbou první podoby libereckého zámku.

## Život

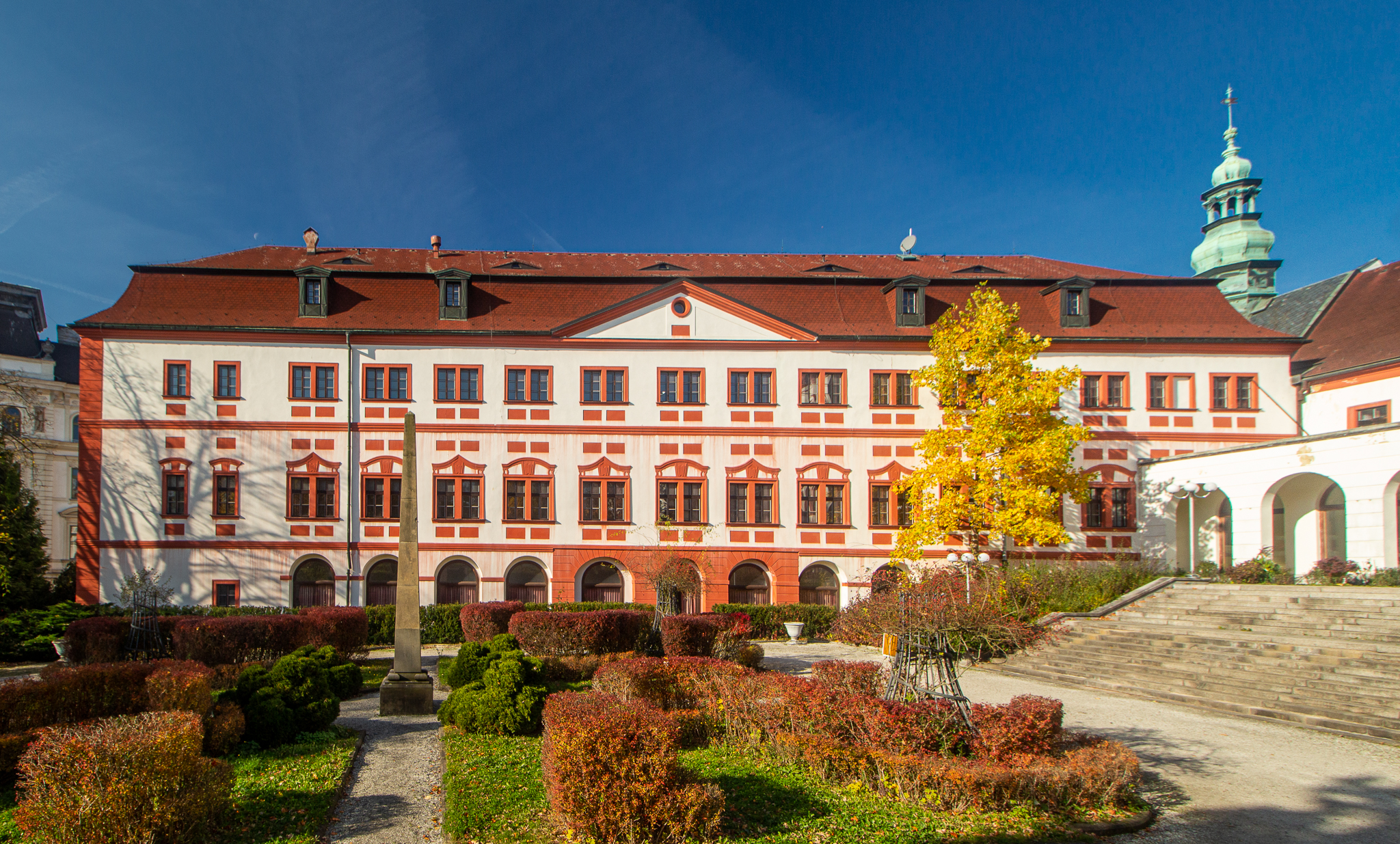
Liberecký starý zámek

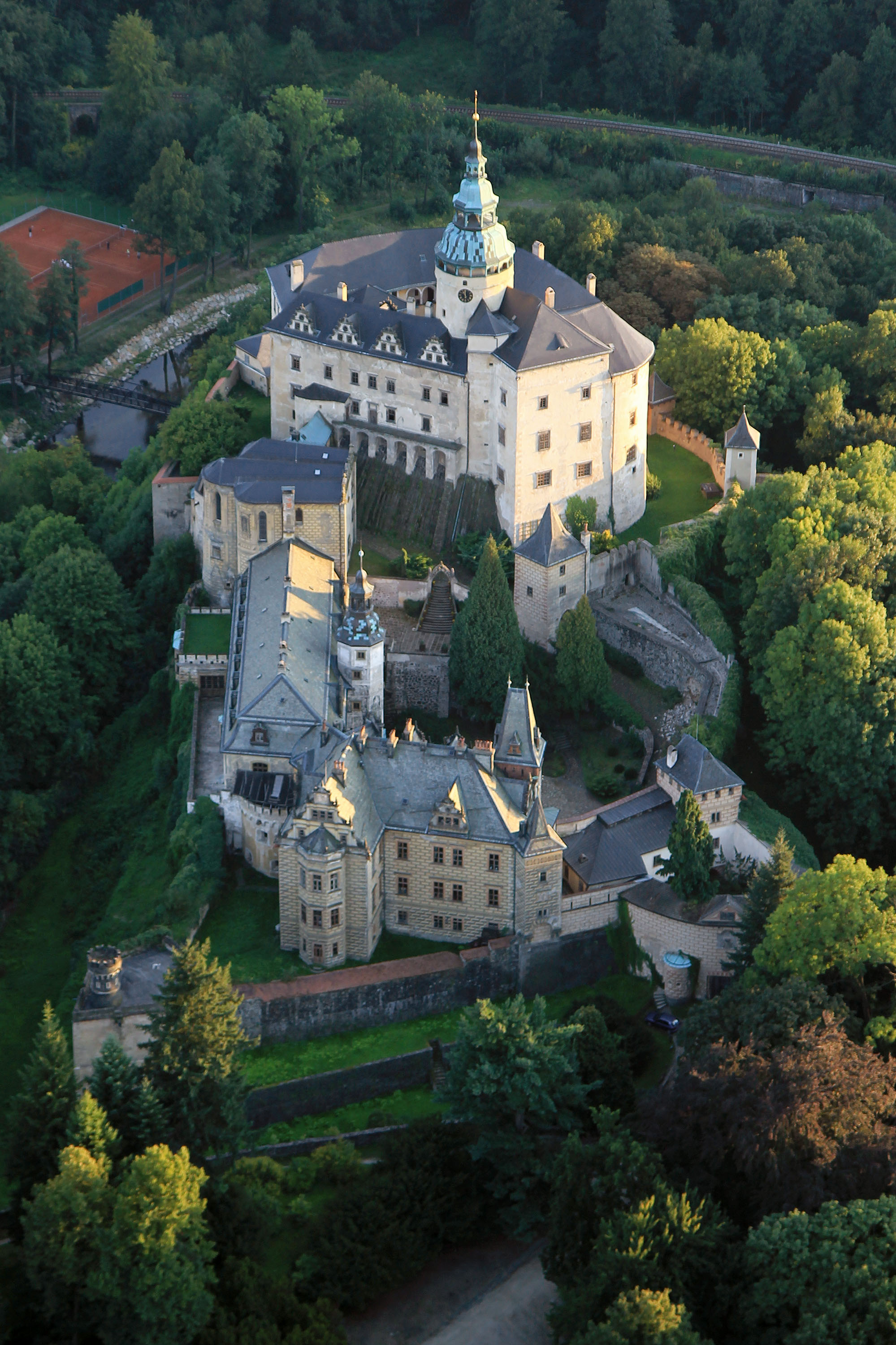
Frýdlantský zámek

Narodil se jako nejmladší ze synů Bedřicha z Redernu († 1564) a jeho manželky Salomeny z rodu Schönaichů. Jeho otec byl politik a majitel několika panství ve Slezsku (Ruppersdorf, Tost a Peiskretscham) a v Čechách vlastnil Frýdlant. Matka Salomena pocházela z rodu Schönaichů. Melichar měl čtyři bratry: Jana Jiřího, Sebastiana, Fabiana a Kryštofa a tři sestry: Kateřinu, Annu a Juditu.  
Melchior studoval v Míšni, Heidelbergu a také Paříži, kde společně se svým bratrem Kryštofem prožil Bartolomějskou noc. I nadále v mládí hodně cestoval, navštívil Řím, Florencii, Neapol a jiná italská města. 
Službu v císařské armádě nastoupil roku 1575 ve svých dvaceti letech a celkem se zúčastnil jedenácti válečných tažení v Polsku, Rusku, Prusku, Holandsku a hlavně proti Turkům v královských Uhrách. 
Roku 1582 armádu opustil a až do roku 1593 se věnoval správě rodových panství – nejprve společně se svým bratrem Kryštofem, po jeho smrti 3. září 1591 pak samostatně. V letech 1585 až 1587 nechali Melchior spolu s bratrem Kryštofem vystavět liberecký zámek. Správou města Liberce byl pověřen městský kapitán (a snad i Melicharův nevlastní bratr) Jáchym Oldřich z Rosenfeldu, za jehož správy město vzkvétalo. V témže roce se mu narodil jeho jediný syn Kryštof. Ten, ač protestant, zastával významné úřady u dvora: byl císařským radou a tajným radou arcivévodů Matyáše a Maxmiliána.
Do armády byl Melichar povolán opět roku 1593, aby v hodnosti polního maršála čelil opětovnému tureckému nebezpečí. Vyznamenal se v bojích u Sisaku v Chorvatsku, Pápy v Uhrách a zejména během obrany pevnosti Velký Varadín roku 1598, kdy Redern bránil pevnost s 2 000 muži proti 120 000 Turků. Ti se 3. listopadu 1598 po dvanácti neúspěšných pokusech o dobytí města vzdali obléhání. Za tyto služby obdržel od císaře Rudolfa II. děkovný dopis a 20 000 tolarů a 16. května 1599 v Praze přijal rytířský titul a byl jmenován říšským svobodným pánem. Současně byl jmenován prezidentem Dvorské válečné rady a pověřen velením nejvýznamnější maďarské pevnosti Ráb. 
Téhož roku obdržel rozkaz zasáhnout proti vzbouřeným císařským vojskům v Uhrách. Po smrti maršála hraběte Adolfa ze Schwarzenbergu před Pápou převzal v roce 1600 velení při útoku na pevnost Pápa. Pevnost obsazenou vzbouřenými francouzskými a valonskými žoldnéři krvavě dobyl během jednoho dne 9. srpna masakrem bez zajatců. O dva dny později, 11. srpna 1600 byl Melchior z Redernu ve Vídni jmenován polním maršálem. 

### Závěr života
Patrně v průběhu boje nebo cestou do Vídně se nakazil morovou nákazou. O něco později vydal na cestu z Rábu zpět do Frýdlantu, aby se vyléčil z nemoci. Zemřel však na cestě v Německém (Havlíčkově) Brodě dne 20. září. Jeho žena Kateřina nechala jeho tělo dopravit do Liberce, kde se 5. ledna 1601 konala smuteční slavnost a 6. ledna – tedy v den nedožitých 46. narozenin – byl Melchior uložen do rodové hrobky v děkanském kostele Nalezení svatého Kříže ve Frýdlantě. Zdobenou cínovou rakev dodal v roce 1601 tehdy známý zvonař Georg Wildt. V roce 1605 pro něj byla postavena mramorová hrobka s bronzovou sochou, která byla dokončena 25. listopadu 1610 pod vedením sochaře Gerharda Hendrika.

### Manželství a potomstvo
Dne 25. listopadu 1581 se Melichar z Redernu oženil s Kateřinou Šlikovou, dcerou válečníka Kryštofa Šlika a jeho manželky Barbory Mašťovské z Kolovrat. Jediným potomkem vzešlým z jejich manželství byl Kryštof II. z Redernu.